# カリオン・クロス
カリオン・クロス（Karrion Kross、1985年7月19日 - ）は、アメリカ合衆国の男性プロレスラー。ニューヨーク州ニューヨーク出身。WWE所属。

## 来歴
2024年4月、レッスルマニア40ではエイカム、レイザーと組み、ボビー・ラシュリー、アンジェロ・ドーキンス、モンテス・フォードらと対戦するも、敗れている。
2025年6月28日に行われたナイト・オブ・ザ・チャンピオンズでラミ・セベイに敗れる。

## 得意技

### フィニッシュ・ホールド
ドゥームズデイ・サイトー
高角度で放つ捻り式バックドロップ（サイトー・スープレックス）。
クロスジャケット
胴締め式スリーパーホールド（リア・ネイキッド・チョーク）。
ダウン・ザ・ラビット・ホール
相手をサイトー・スープレックスで放った後、相手の後頭部に目掛けて放つランニング・エルボー。
ゴー・ダウン・ザ・ラビット・ホール
相手の口の中に自身の指を入れて、相手の喉を塞ぎ入れて呼吸を圧迫させて相手を窒息させる拷問技。
ファイナル・プレイヤー
パンプハンドルの体勢で相手を反転させながら右肩に担ぎ上げ、左手で頭部を抱えて大きく旋回させ、背面から倒れ込んで顔面からマットに叩きつける旋回式の変形フェイスバスター。

### 打撃技
エルボー
バック・エルボー
エルボー・スタンプ
バックハンド・チョップ
ナックル・パンチ
パウンド
クローズライン
ドロップキック
ビッグブート
ランニング式、カウンターなど使用。
ショルダー・アタック
エルボー・ドロップ

### 投げ技
スープレックス
スーパープレックス
ボディスラム
パワースラム
オリンピックスラム
チョークスラム
ダブルハンド・チョークスラム
ネック・ハンギング・ツリー形で相手を持ち上げ、マットに叩き付ける。
パワーボム
通常、連続式、投げ捨て式など使用。
ジャーマン・スープレックス
エクスプロイダー
相手と向かい合い、右手を左肩口へまわし左手を右太腿の外から股に差し入れ後方へ反り投げる変形の裏投げ。
DDT

## 獲得タイトル
WWE
- NXT王座 : 2回

カリフラワーアレイクラブ
- 注目株賞（2018）

レスリングの未来のスター
- FSWヘビー級王座（1回）

インパクト・レスリング
- 2019年（2018年）に注目すべき1人のインパクト年末賞

マーベリックプロレス
- MPW王座（2回）

モダンヴィンテージレスリング
- MVWヘビー級王座（1回）

プロレスリング・イラストレーテッド
- 2020年にPWI500でトップ500のシングルレスラー96位

リングウォリアー
- リングウォリアーズグランド王座（1回）

スタンドアローンレスリング
- PWAD王座（1回）

レスリングリボルバー
- リボルバー王座（1回）